# Древен Коринт
Древен Коринт (на старогръцки: Κόρινθος Kórinthos) е древногръцки полис на Коринтския провлак, тясната ивица земя, свързваща Пелопонес с континентална Гърция, разположен стратегически приблизително по средата между Древна Атина и Древна Спарта. Съвременният град Коринт е разположен на около 5 км североизточно от руините на древния град, който е обект на системни археологически разкопки от 1896 г. насам, провеждани от American School of Classical Studies at Athens и гръцкото Министерство на културата.
Коринт е добре известен на християните от две писма до коринтяните на апостол Павел: Първо послание към коринтяните и Второ послание към коринтяните. Споменат е и в „Деяния на светите апостоли“ като част от пътуванията на апостол Павел. Втората част от книгата на Павзаний Описание на Елада е посветена на Коринт („Κορινθιακά“).
През 400 г. пр.н.е. Древен Коринт е един от най-големите и важни полиси с население от около 90 000 души При завоюването на града римляните го разрушават през 146 г. пр.н.е., но по-късно построяват нов град на негово място през 44 г. пр.н.е. и по-късно го правят провинциална столица.

## История
Според древногръцката митология в Коринт се намира изворът Пирене (на старогръцки: Πειρήνη), посветен на музите. Бил посещаван от Пегас, а поетите специално го посещавали, за да черпят вдъхновение. Историкът Павзаний споменава извора при описанието на града.
През Архаичния период градът е управляван от 748 пр.н.е. градът почти цял век от царе от фамилията Бакхиади и преживява голям икономически напредък. През 7 век пр.н.е. управлението им е прекъснато от Кипсел, първият тиран, (657/656 – 627/626 пр.н.е.). Синът му Периандър е един от седемте мъдреци на Гърция и по негово време са сечени първите монети. Той първи замисля да прокара канал през провлака, за да съедини Коринтския и Сароническия залив, но не успява. Вместо това е построен диолк – павиран път за прехвърлянето с превозни средства отначало на стоки, а по-късно по него между заливите са прехвърляни и военни кораби. Градът забогатява от таксите за превоз и от търговия.
Колонисти от Коринт основават такива селища като Сиракуза (733 г. пр.н.е.), Епидамнос (днес Дуръс), Акциум, Амбракия (днес Левкада), Коркира (днес Корфу) и Потидея. Основаването на Сиракуза се счита за първия колективен акт на коринтяните, а колонизацията на свой ред укрепва общността и я превръща в организиран полис).
Според Тукидид коринтяните създават триерата, която се превръща в предпочитания боен кораб в Средиземноморието докато не идват римляните. Първата документирана морска битка е между Коринт и Коркира през 665 г. пр.н.е..
По време на класическия период Коринт съперничи по богатство на Древна Атина и Тива.
През 581 г. пр.н.е. коринтяните започват да провеждат Истмийски игри. По същото време се развива коринтският стил в архитектурата, третият основен архитектурен ордер заедно с йонийския и дорийския. Коринтският стил е най-усложнен от трите, демонстрирайки богатството и луксозния живот на полиса. За сравнение дорийският ордер напомня строгата простата на спартанците, докато йонийският балансира между двата.
Във втората половина на 6 век пр.н.е. обаче Атина вече изпреварва Коринт както по морска сила, така и в търговията. Конкуренцията между двата полиса продължава и през следващите 200 години.
В периода 481 – 480 г. пр.н.е. на Коринтския провлак се провежда среща, на която гръцките полиси се обединяват в съюз (на английски: Hellenic League), за да се бият срещу Персия в гръко-персийските войни. Древен Коринт изпраща 400 войници в битката при Термопилите, както и четиридесет военни кораба в битката при Саламин под командването на Адеимант и 5000 хоплита в последвалата битка при Платея.
След гръко-персийските войни Коринт се съюзява със Спарта срещу Атина в Пелопонеските вайни (431 – 404 г. пр.н.е.), но макар Атина да търпи поражение в тях, могъществото на Коринт не се възвръща. Коринт се съюзява с други полиси срещу Спарта и я побеждава в Коринтската война (395 – 387 г. пр.н.е.).
Коринт продължава да участва в последвалите политически конфликти в Гърция, но вече като второстепенна сила, и то благодарение на стратегическото си положение. Губи независимостта си през 338 г. пр.н.е., когато Филип Македонски го превзема и го превръща в средище на Коринтския съюз. Градът остава подвластен на македонците и след това на Ахейския съюз до идването на римляните, когато през 146 г. пр.н.е. е разрушен от римския генерал Луциус Мумиус (Lucius Mummius).